# Ernst Rodenwaldt

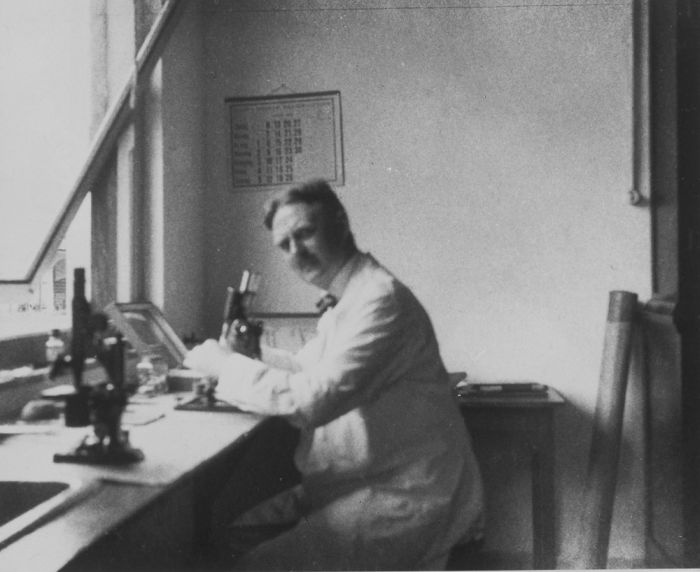
Ernst Rodenwaldt im Gesundheitslabor von Weltevreden

Ernst Robert Carl Rodenwaldt (* 5. August 1878 in Berlin; † 4. Juni 1965 in Ruhpolding) war ein deutscher Hygieniker, Sanitätsoffizier, Rassist und zuletzt Generalarzt der Wehrmacht. Er gilt als einer der bekanntesten Tropenmediziner Deutschlands und war seinerzeit ein weltweit führender Malariaexperte.

## Leben
Rodenwaldt war der Sohn eines Gymnasialprofessors und Bruder von Gerhart Rodenwaldt, einem der bedeutendsten Archäologen des 20. Jahrhunderts. Nach dem Abitur am Köllnischen Gymnasium diente er 1897/98 als Einjährig-Freiwilliger im Garde-Füsilier-Regiment. Zugleich begann er sein Medizinstudium an der Kaiser-Wilhelms-Akademie für das militärärztliche Bildungswesen in Berlin, wo er am 30. Januar 1903 sein Staatsexamen bestand. Die Friedrichs-Universität Halle promovierte ihn 1904 zum Dr. med. Von 1909 bis 1913 wirkte Rodenwaldt als Kolonialarzt in Togo, wo er neben der Pocken- und Malariabekämpfung auch die Geburtshilfe reformierte. Während des Ersten Weltkriegs war er als Stabsarzt in Kleinasien für das verbündete Osmanische Reich tätig. Auf den dortigen Kriegsschauplätzen konnte er große Erfolge bei der Bekämpfung von Malaria, Fleckfieber, Cholera und Typhus erzielen. Im Winter 1916/1917 hatte das Fleckfieber fast die ganze Stadt Smyrna ergriffen, was Rodenwaldt vor eine große Herausforderung stellte. In Jerusalem beaufsichtigte Rodenwaldt Kriegslazarette der deutschen Borromäerinnen in Rephaim und der Kaiserswerther Diakonissen in ihrem Jerusalemer Krankenhaus. Nach dem Krieg habilitierte er 1919 in Heidelberg mit seinen Studien zur Malariaforschung. In Heidelberg wurde Rodenwaldt Mitglied der Verbindung Rupertia. Zwischen 1921 und 1934 war er in Ostindien tätig, wo ihm schon nach einem Jahr die Malariabekämpfung für den gesamten Archipel übertragen wurde. 1928 wurde er dort zum Inspekteur des Volksgesundheitsdienstes berufen und war ab 1932 der Leiter des Gesundheitslabor in Weltevreden. Aufgrund seiner Erfolge bei der Seuchenbekämpfung und seiner zahlreichen Veröffentlichungen galt er zu jener Zeit als weltweit führender Malariaexperte.
Zum 1. März 1932 trat er der NSDAP bei (Mitgliedsnummer 914.994), die er zum 25. Februar 1933 verließ. Die Christian-Albrechts-Universität zu Kiel berief ihn 1934 auf den Lehrstuhl für Hygiene. 1935 wechselte er auf den Lehrstuhl der Ruprecht-Karls-Universität Heidelberg. In dieser Funktion hielt er Pflichtvorlesungen über Rassenhygiene und warb auch außerhalb des universitären Umfelds für die „Reinheit“ deutschen Blutes. Als ausdrücklicher Befürworter der südafrikanischen Apartheid-Gesetzgebung wie der Nürnberger Gesetze verkörperte er – so die Einschätzung neuerer Forschungen – „die Persönlichkeit des intellektuellen, militaristischen Fanatikers der Rassentrennung“.
Mit Beginn des Zweiten Weltkriegs wurde er wieder in den militärärztlichen Dienst berufen. 1940 wurde er Leiter des Instituts für Tropenmedizin und Tropenhygiene der Militärärztlichen Akademie und Beratender Tropenmediziner beim Chef des Sanitätswesens des Heeres. Er war an der wissenschaftlichen Auswertung der „Menschenversuche der Wehrmacht“ beteiligt. Berufungen an den Münchner Lehrstuhl für Rassenhygiene oder das Berliner Reichsinstitut für Erbforschung lehnte er jedoch ab. 1943 wurde er zum Generalarzt ernannt. Rodenwaldts Einsätze führten ihn nach Frankreich, wo ihm ein Kolonialmedizinisches Sonderlazarett bei Bordeaux unterstand, in die Niederlande und nach Belgien, nach Italien, auf den Balkan und nach Nordafrika. Besonderes Augenmerk wurde 1943/1944 den malariaverseuchten Regionen um die Abtei Montecassino zuteil. 
Zu Kriegsende kam er in ein Kriegsgefangenenlager ins englische Windermere (Cumbria). Dort wurde er nach wenigen Monaten Chefarzt eines deutschen Gefangenenlazaretts. Anfang 1946 erfolgte auf Betreiben seiner englischen Kollegen die Freilassung nach Deutschland, wo er erfuhr, dass er schon Ende 1945 von der amerikanischen Militärregierung wegen nationalsozialistischer Belastung als Ordinarius für Hygiene entlassen worden war. Nachdem er im Rahmen der Entnazifizierung in erster Instanz als „Minderbelasteter“ eingestuft wurde, erfolgte in einem zweiten Verfahren 1948 ein endgültiger Freispruch.
Nach dem Freispruch erhielt er noch im selben Jahr einen Lehrauftrag an der Universität Heidelberg. Nach seiner Emeritierung wurde er 1951 Leiter der geomedizinischen Forschungsstelle der Heidelberger Akademie der Wissenschaften. Bis zu seinem Tod war er noch als Berater für verschiedene Organisationen tätig. Er hatte Einfluss auf den Sanitätsdienst der Bundeswehr, war Beirat im Bundesministerium für wirtschaftliche Zusammenarbeit und engagierte sich in der Entwicklungshilfe.

## Werke
Rodenwaldt verfasste u. a. rassistische Schriften für das "Neues Volk. Blätter des Rassenpolitischen Amtes der NSDAP". Daneben verfasste er unzählige Schriften im Bereich der Tropenmedizin. Von 1952 bis 1961 wurde unter seiner Leitung ein dreibändiger Weltseuchenatlas erstellt und herausgegeben, der als geomedizinisches Standardwerk galt. Darüber hinaus forschte er auch im Bereich der Geomorphologie und bildete zusammen mit der Seuchengeographie das neue Forschungsfach der Geomedizin heraus. 1941 war er Verfasser einer Tornisterschrift des Oberkommandos der Wehrmacht mit dem Titel „Der Islam“, die heute als interessantes Werk für die damalige Denkweise der Nationalsozialisten über den Islam gilt. Dieser wird in dem Buch so positiv dargestellt und mit heute noch bestehenden Vorurteilen aufgeräumt, dass der Islamwissenschaftler Stefan Weidner urteilte: „So vieles ist selbst aus gegenwärtiger Sicht an dieser Propagandaschrift sachlich und psychologisch korrekt, dass einem fast ein wenig unwohl zumute wird“.

## Traditionspflege
Rodenwaldt wurde als Koryphäe der deutschen Tropenmedizin gefeiert und geehrt. Er war Mitglied der Heidelberger Akademie der Wissenschaften und der Deutschen Akademie der Naturforscher Leopoldina. Zu seinem 85. Geburtstag wurde ihm von der philosophischen Fakultät der Universität Tübingen die Ehrendoktorwürde verliehen. Am 15. Dezember 1967 wurde dem Institut für Wehrmedizin und Hygiene der Bundeswehr in Koblenz der Name „Ernst-Rodenwaldt-Institut“ verliehen. Bereits am 30. November 1967 war das nationale Hygiene-Institut der Republik Togo nach Ernst Rodenwaldt benannt worden. Am 5. August 1978 wurde in Lomé ein Rodenwaldt-Relief enthüllt. Nachdem sich jedoch der Verdacht bestätigte, Rodenwaldt habe Kenntnis von den Menschenversuchen in der Zeit des Nationalsozialismus gehabt, wurde am 24. März 1998 der Traditionsname „Ernst-Rodenwaldt-Institut“ entfernt. Im Oktober 1998 wurde das Rodenwaldt-Institut in Togo in „Institut National d’Hygiène“ umbenannt.

## Veröffentlichungen (Auswahl)
- mit Heinz Zeiss: Einführung in die Hygiene und Seuchenlehre, zwischen 1936 und 1943 insgesamt fünf Auflagen, Ferdinand Enke Verlag, Stuttgart.
- Die Mestizen von Kisar. Hrsg. durch die Mededeelingen van den Dienst der Volksgezondheit in Nederlandsch-Indiï, 2 Bände, Batavia 1927.
- Tropenhygiene. Stuttgart 1938.
- Ein Tropenarzt erzählt sein Leben. Stuttgart 1957.